# 2539 Ningxia
2539 Ningxia је астероид главног астероидног појаса са средњом удаљеношћу од Сунца која износи 2,262 астрономских јединица (АЈ).
Апсолутна магнитуда астероида је 14,3.